# Anicius Acilius Aginantius Faustus
Anicius Acilius Aginantius Faustus war ein spätantiker römischer Politiker des 5. Jahrhunderts.
Faustus’ Name erscheint auf zwei Sitzen im Kolosseum, die vor 483 unter Odoakers Herrschaft beschriftet wurden, was auf ein hohes Amt und eine mögliche Beförderung hinweist. Er führte die Ehrentitel vir clarissimus und vir illustris. Nach 472 war er Stadtpräfekt von Rom und ordnete die Restaurierung einer Minerva-Statue an, die wohl während des Bürgerkriegs, in dem Kaiser Anthemius abgesetzt wurde, durch Feuer und einen Dacheinsturz zerstört worden war.
Im Jahr 483 ernannte Odoaker ihn zum Konsul ohne Kollegen (consul sine collega); sein Konsulat wurde im Oströmischen Reich allerdings nicht anerkannt. Im Jahr 502 war er wohl erneut Stadtpräfekt, als Ennodius seine Hilfe gegen „gewisse Anschuldigungen“ suchte. Im Sommer 503 bat Ennodius ihn, eine geeignete Ernennung zum advocatus fisci (Rechtsvertreter des Fiskus) in Ligurien zu arrangieren.